# 128327 Ericcarranza
128327 Ericcarranza este o planetă minoră (asteroid) din centura de asteroizi. A fost descoperită pe 16 martie 2004 la Catalina Station⁠(d) de Catalina Sky Survey. 
Obiectul prezintă o orbită caracterizată de o semiaxă mare de 1,9642538409523 UAi, o excentricitate de 0,04, o înclinație de 21,7 ° în raport cu ecliptica.